# The Telltale Knife (film, 1914)
Pour les articles homonymes, voir The Telltale Knife.
Pour plus de détails, voir Fiche technique et Distribution.
The Telltale Knife est un film muet américain réalisé par Tom Mix et sorti en 1914.

## Fiche technique
- Réalisation : Tom Mix
- Scénario : Tom Mix
- Production : William Nicholas Selig
- Pays d'origine :  États-Unis
- Langue originale : Film muet
- Format : noir et blanc — 35 mm — 1,33:1 — muet
- Genre : Western
- Durée : 10 minutes
- Date de sortie : 
  - États-Unis : 3 novembre 1914

## Distribution
- Tom Mix : Tom Maston
- Goldie Colwell : Mabel Madden
- Harry Loverin : Tip
- Leo D. Maloney : le sherif
- Hoot Gibson
- Old Blue : le cheval de Tom Mix